# 鸡头薯
鸡头薯（学名：Eriosema chinense），又名猪仔笠，为豆科雀脷珠属下的一种多年生直立草本。葉呈披針形，花期5-6月，開淡黃色花，總狀花序腋生，果期7-10月，其果實為橢圓形莢果，被褐色長硬毛。